# Tag team

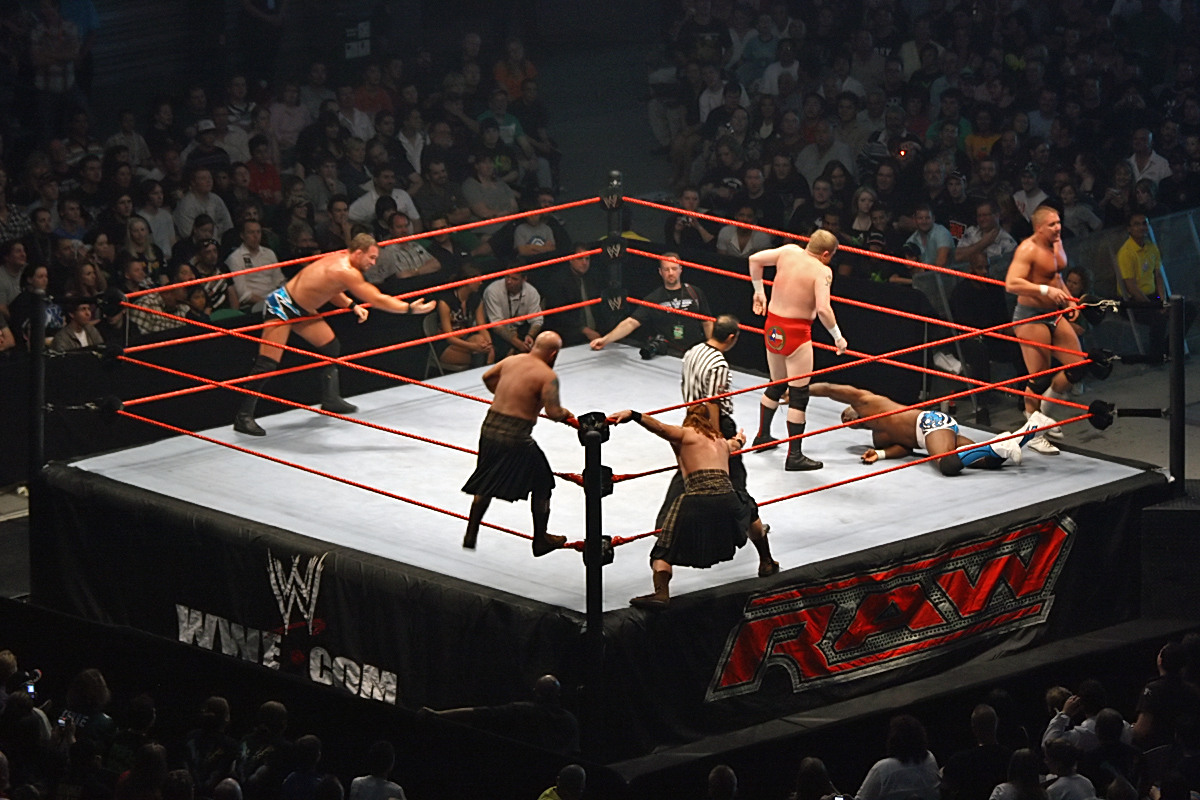
Acción en un triple threat tag team match por el Campeonato Mundial en Parejas de la WWE. Shelton Benjamin (en la lona) de The World's Greatest Tag Team se ha aislado en la esquina de los campeones Cade & Murdoch, muy lejos de su pareja Charlie Haas; cualquiera de estos equipos puede darle el tag al tercer equipo, The Highlanders.

En la lucha libre profesional, un tag team consta de dos luchadores que están trabajando juntos como un equipo (más de dos se llama stable). A menudo, son compañeros cercanos y amigos entre bastidores que se unen entre sí casi exclusivamente, mientras que otras veces son competidores individuales que son fichados juntos por un solo combate. Por lo general, se lucha contra un igual número de oponentes en el otro equipo o equipos, sin embargo en el ocasional "handicap match" puede haber un número desigual de competidores en los diferentes equipos, por ejemplo André the Giant se enfrentó a menudo con dos o más adversarios. El término "tag team" se ha convertido en un sentido metafórico en el lenguaje común para dos o más personas que se alternan o cooperan en la participación de una actividad y "tag teaming" por el hecho de alternarse con un aliado, por ejemplo una pareja haciendo equipo en una discusión con otra persona.
De acuerdo con las reglas de la lucha libre profesional, solo uno de los competidores se permite que esté en el ring a la vez y la única manera de que un luchador puede cambiar de lugar con una pareja para competir en el ring es dándole el "tag" o tocarlo en alguna parte de su cuerpo (generalmente la mano).

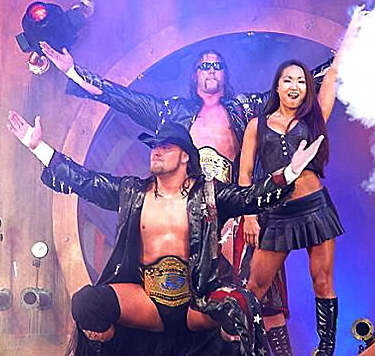
America's Most Wanted (Chris Harris, James Storm y su valet Gail Kim), un tag team antiguo que luchó para la TNA.

## Historia
En 1901 el primer tag team match se llevó a cabo en los Estados Unidos, en San Francisco. Los promotores de San Francisco introdujeron la lucha libre en tag team como una forma de mejorar el deporte entretenimiento. Si bien la lucha libre en tag team es ahora casi tradicional en la lucha libre profesional estadounidense, la innovación no se hizo especialmente popular entre las afueras de San Francisco hasta la década de 1930. El primer campeonato "Mundial" en parejas se coronó también en San Francisco en la década de 1950.

## Reglas de los tag team match

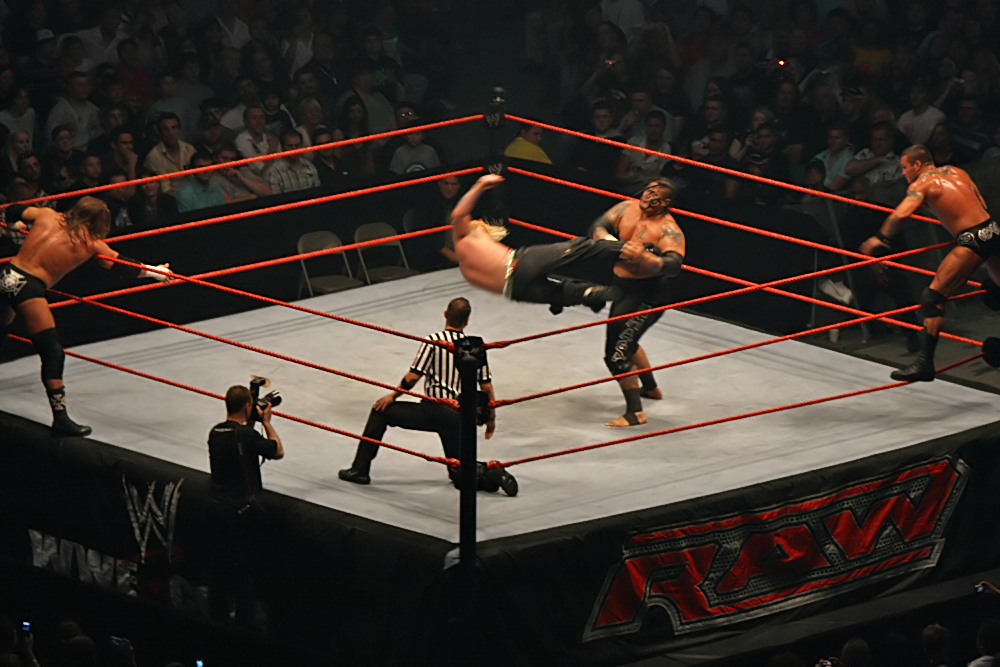
Un tag team match en progreso - Jeff Hardy patea a Umaga, mientras que sus respectivas parejas, Triple H y Randy Orton, los animan para el alcance de los tag.

La básica tag team match tiene dos equipos de dos luchadores enfrentándose unos contra otros. Solo un luchador de cada equipo, llamado el "hombre legal" se permite esté en el ring a la vez, aunque los heel a menudo rompen esta regla y conspiran contra un oponente. El(los) otro(s) espera(n) en la pechera fuera de las cuerdas en un rincón específico a lado del otro equipo.
Una vez el tag se haga, la pareja tiene un recuento de cinco para cambiar de lugar o más bien el hombre en el ring al que le acaban de hacer el tag ahora tiene hasta la cuenta de cinco del réferi para salir del ring. Si un recuento de cinco es alcanzado por el réferi, el réferi tendría a su debido tiempo que descalificar al equipo infractor. Por lo tanto, es bastante común ver a los dos miembros de los equipos, especialmente equipos heel, estén en el ring al mismo tiempo con un solo miembro de un ostensiblemente equipo face respetuoso de las normas. Un "bookend" tag team es un término (por lo general despectivo) para los tag team donde los miembros tienen aspecto y/o visten igual (por ejemplo The Killer Bees, los British Bulldog, la Hart Foundation, etc.) Los bookend son comunes en América del Norte, Europa y México, pero no del todo en Japón desde la promoción de los luchadores a los campeonatos individuales se basa (en gran parte) en los resultados tag team, ya que no existen campeonatos individuales secundarios. La cooperación ofensiva de un miembro del equipo puede ocurrir siempre y cuando estén dentro del conteo de cinco del réferi y después de un tag oficial. En un "Tornado" tag match no hay tiempo límite para cuán tanto tu pareja permanezca en el ring a menudo haciendo estos combates batallas de 2 a 2. 
Un tag team match con más de dos luchadores por equipo se refiere a menudo por el número total de personas involucradas (por ejemplo un six-man tag team match consta de dos equipos de tres), mientras que un tag team match en más de dos equipos es referido por los calificadores normales (por ejemplo un triple threat tag team match consta de tres equipos de dos).
Un luchador debe hacer lo siguiente con el fin de hacer un tag legal:
- Ambos pies del luchador deben estar planos en la lona.
- El luchador fuera del ring debe aferrarse a la cuerda de tag atada en la esquina.
- Los tag son legales, siempre y cuando los dos miembros del equipo se toquen.
- El réferi tiene que ver realmente el contacto entre los dos luchadores a fin de que el tag sea legal.

Un réferi puede permitirse pasar por alto alguna de estas reglas de tag a su discreción. Todas las reglas coinciden con el estándar aplicable, pero el hombre legal debe hacer pin o rendición al otro hombre legal para ganar. Solo los hombres legales se puede contar, pero cualquier equipo puede ser descalificado, independientemente de si un miembro del equipo es legal o no.
En la lucha libre mexicana, el tag team match básico se conoce como Lucha de parejas, un six-man match como Lucha de tríos y un eight-man match como Lucha atómica.
Una storyline frecuente es cuando antiguos compañeros de equipo se traicionan el uno al otro, que invariablemente encenderá una pelea. Esto puede ser usado cuando un miembro está llamado a desarrollar un nuevo gimmick.

## Tipos detag

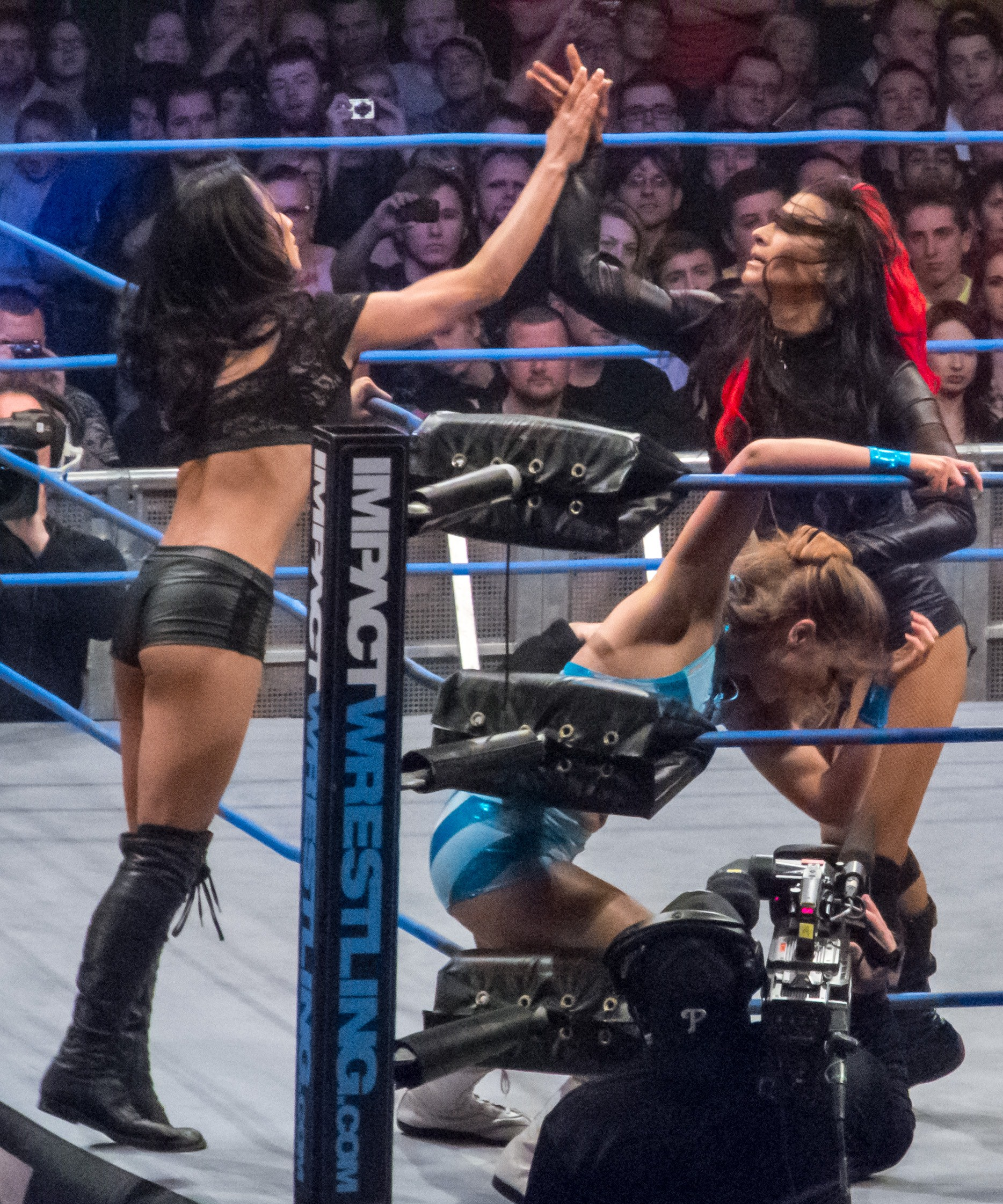
Tag team match. Grabaciones de TV en Wembley, Inglaterra, el 26 de enero de 2013.

En la discusión y análisis independientes de los combates, ciertos términos se utilizan para describir escenarios específicos donde participen los tag team matches. Estas(os) son planificadas(os) y programadas(os) para inyectar drama en un combate.
Un spot que se produce en prácticamente todos los tag team match es el hot tag. Un miembro del equipo face está en el ring, demasiado débil para moverse o con deficiencia, mientras que su compañero mira sin poder hacer nada, luchando para llegar a darle el tag. La tensión se acumula a medida que el hombre legal no puede dar el tag, hasta que algo sucede (un segundo aire, falta de comunicación entre los luchadores heel u otro golpe de suerte) que permite a los face dar el tag y revertir el impulso del combate a su favor. Cuando se hace bien, esto da lugar a una reacción de gran audiencia y fue el punto culminante típico de tag matches durante décadas.
Una variante común en el hot tag es ver a dos luchadores del equipo heel atacar al face, mientras que su compañero protesta al árbitro acerca de esta desviación de las normas (y, por tanto, sin querer "distraer" al árbitro lejos de los heel). Finalmente, el luchador face debilitado le da el tag a su compañero, que viene como hombre nuevo y es capaz de tumbar a ambos oponentes con facilidad. Ricky Morton, del tag team Rock 'n' Roll Express, a menudo se jugaría la "cara en peligro", recibiendo una paliza en el ring mientras que su compañero Robert Gibson, lo veía impotente. Por lo tanto, el compañero de tag que era golpeado a menudo en el ring se decía que "jugaba a la Ricky Morton".
Un blind tag es un tag legal hecho sin el conocimiento del oponente legal, por lo general, mientras que da la espalda.  Esto permite que el equipo que utiliza una oportunidad para confundir al oponente legal, se vuelva hacia lo que él supone que es su oponente solo para ser atacados por el hombre legal REAL, a menudo por la espalda.
Un phantom tag es cuando un luchador legal es sustituido por su compañero sin hacer un tag legal, también sin conocimiento del réferi. A veces, un luchador aplaude con sus manos con el fin de imitar el sonido del tag. Esto, sin embargo, se permitirá, dando al equipo que engañó la ventaja. Un luchador a veces cuando aplaude con sus manos juntas para una phantom tag, ayuda a convencer al árbitro que un tag legal se llevó a cabo.